# Saison 6 des Goldberg
Chronologie
Saison 5  Saison 7
Cet article présente le guide des épisodes de la sixième saison de la série télévisée américaine Les Goldberg.

## Généralités
- Aux États-Unis, cette sixième saison a été diffusée du 26 septembre 2018 au 8 mai 2019 sur le réseau ABC.
- Au Canada, elle a été diffusée en simultané sur le réseau CTV Two / CTV 2.

## Distribution

### Acteurs principaux
- Wendi McLendon-Covey (VFB : Delphine Moriau) : Beverly Goldberg
- Sean Giambrone (en) (VFB : Tim Belasri) : Adam Goldberg (jeune)
- Troy Gentile (VFB : Thibaut Delmotte) : Barry Goldberg
- Hayley Orrantia (VFB : Claire Tefnin) : Erica Goldberg
- Jeff Garlin (VFB : Michel Hinderyckx) : Murray Goldberg
- George Segal (VFB : François Mairet) : Pops Solomon
- Patton Oswalt (VFB : Philippe Allard) : Adam Goldberg (voix off adulte)
- Sam Lerner (VFB : Antoni Lo Presti) : Geoff Schwartz

### Acteurs récurrents et invités
- Amanda Michalka (VF : Helena Coppejans) : Lainey Lewis
- Kenny Ridwan (en) (VFB : Alexis Flamant) : Dave Kim
- Robert Englund : Freddy Krueger (épisode 5)

## Épisodes

### Épisode 1:Seize bougies pour Adam
- États-Unis /  Canada : 26 septembre 2018 sur ABC[1] / CTV Two
- France : 17 octobre 2020 sur Comédie+

- États-Unis : 5,15 millions de téléspectateurs[2] (première diffusion)

### Épisode 2:Á la zuko
- États-Unis /  Canada : 3 octobre 2018 sur ABC / CTV 2
- France : 17 octobre 2020 sur Comédie+

- États-Unis : 5,13 millions de téléspectateurs[3] (première diffusion)

### Épisode 3:La folie karaoké
- États-Unis /  Canada : 10 octobre 2018 sur ABC / CTV 2
- France : 17 octobre 2020 sur Comédie+

- États-Unis : 5,05 millions de téléspectateurs[4] (première diffusion)

### Épisode 4:Hershey Park
- États-Unis /  Canada : 17 octobre 2018 sur ABC / CTV 2
- France : 17 octobre 2020 sur Comédie+

- États-Unis : 4,90 millions de téléspectateurs[5] (première diffusion)

### Épisode 5:Le démon des rêves
- États-Unis /  Canada : 24 octobre 2018 sur ABC / CTV 2
- France : 17 octobre 2020 sur Comédie+

- États-Unis : 4,97 millions de téléspectateurs[6] (première diffusion)

Robert Englund : Freddy

### Épisode 6:Un violon sur le toit
- États-Unis /  Canada : 31 octobre 2018 sur ABC / CTV 2
- France : 24 octobre 2020 sur Comédie+

- États-Unis : 4,79 millions de téléspectateurs[7] (première diffusion)

### Épisode 7:Bohemian Rap City
- États-Unis /  Canada : 7 novembre 2018 sur ABC / CTV 2
- France : 24 octobre 2020 sur Comédie+

- États-Unis : 5,12 millions de téléspectateurs[8] (première diffusion)

### Épisode 8:Le salon: une histoire vraie à 100%
- États-Unis /  Canada : 28 novembre 2018 sur ABC / CTV 2
- France : 24 octobre 2020 sur Comédie+

- États-Unis : 4,94 millions de téléspectateurs[9] (première diffusion)

### Épisode 9:La fête loufoque
- États-Unis /  Canada : 5 décembre 2018 sur ABC / CTV 2
- France : 31 octobre 2020 sur Comédie+

- États-Unis : 4,88 millions de téléspectateurs[10] (première diffusion)

### Épisode 10:Yippee Ki Yay, producteur de melon
- États-Unis /  Canada : 12 décembre 2018 sur ABC / CTV 2
- France : 31 octobre 2020 sur Comédie+

- États-Unis : 5,29 millions de téléspectateurs[11] (première diffusion)

### Épisode 11:Le chanteur
- États-Unis /  Canada : 9 janvier 2019 sur ABC / CTV 2
- France : 31 octobre 2020 sur Comédie+

- États-Unis : 5,18 millions de téléspectateurs[12] (première diffusion)

### Épisode 12:La Pina Colada
- États-Unis /  Canada : 16 janvier 2019 sur ABC / CTV 2
- France : 7 novembre 2020 sur Comédie+

- États-Unis : 4,80 millions de téléspectateurs[13] (première diffusion)

### Épisode 13:J'aurais pu être avocate
- États-Unis /  Canada : 23 janvier 2019 sur ABC / CTV 2

- États-Unis : 5,33 millions de téléspectateurs[14] (première diffusion)

### Épisode 14:Les Indians Bis
- États-Unis /  Canada : 30 janvier 2019 sur ABC / CTV 2

- États-Unis : 5,64 millions de téléspectateurs[15] (première diffusion)

### Épisode 15:Mon Valentin
- États-Unis /  Canada : 13 février 2019 sur ABC / CTV 2

- États-Unis : 4,77 millions de téléspectateurs[16] (première diffusion)

### Épisode 16:Il ne peut y avoir qu'un Highlander Club
- États-Unis /  Canada : 20 février 2019 sur ABC / CTV 2

- États-Unis : 4,98 millions de téléspectateurs[17] (première diffusion)

### Épisode 17:Notre Balki
- États-Unis /  Canada : 27 février 2019 sur ABC / CTV 2

- États-Unis : 4,23 millions de téléspectateurs[18] (première diffusion)

### Épisode 18:Le livre de cuisine de Beverly Goldberg
- États-Unis /  Canada : 13 mars 2019 sur ABC / CTV 2

- États-Unis : 4,75 millions de téléspectateurs[19] (première diffusion)

### Épisode 19:Super Goldberg
- États-Unis /  Canada : 20 mars 2019 sur ABC / CTV 2

- États-Unis : 4,53 millions de téléspectateurs[20] (première diffusion)

### Épisode 20:Rock N Roll
- États-Unis /  Canada : 3 avril 2019 sur ABC / CTV 2

- États-Unis : 4,39 millions de téléspectateurs[21] (première diffusion)

### Épisode 21:Jeux télévisés
- États-Unis /  Canada : 10 avril 2019 sur ABC / CTV 2

- États-Unis : 4,63 millions de téléspectateurs[22] (première diffusion)

### Épisode 22:Maman vs Willow
- États-Unis /  Canada : 1er mai 2019 sur ABC / CTV 2

- États-Unis : 4,50 millions de téléspectateurs[23] (première diffusion)

### Épisode 23:Breakdance
- États-Unis /  Canada : 8 mai 2019 sur ABC / CTV 2

- États-Unis : 4,65 millions de téléspectateurs[24] (première diffusion)